# Beware the Book of Eli
Beware the Book of Eli — третий микстейп американского рэпера Ski Mask the Slump God, выпущенный 11 мая 2018 года на лейбле Republic Records. До этого микстейп был выпущен 1 мая 2018 года на платформе SoundCloud, но некоторые треки были удалены с данного микстейпа.
Запись проходила с 2017 по 2018 годы, он был спродюсирован Murda Beatz, Тимбалэнда, Jimmy Duval, Natra Average и другими. Микстейп включает в себя гостевые участия от Rich the Kid, Ronny J, Danny Towers и SahBabii.

## Список композиций
Вся информация взята из Tidal.
| №                   | Название                                              | Автор(ы)                                                                 | Продюсеры                | Длительность |
| ------------------- | ----------------------------------------------------- | ------------------------------------------------------------------------ | ------------------------ | ------------ |
| 1.                  | «Lost Souls» (при участии Rich the Kid)               | Stokeley Goulbourne Dimitri Roger Christopher Gibbs                      | Natra Average            | 2:46         |
| 2.                  | «Run»                                                 | Goulbourne Timothy Mosley                                                | Timbaland                | 1:47         |
| 3.                  | «Throwaway» (при участии Ronny J)                     | Goulbourne Ronald Spence, Jr. Eli Evnen                                  | Kashaka                  | 1:48         |
| 4.                  | «Coolest Monkey in the Jungle» (при участии SahBabii) | Goulbourne Saaheem Valdery Shane Lindstrom Kevin Gomringer Tim Gomringer | Murda Beatz Cubeatz      | 2:32         |
| 5.                  | «Suicide Season»                                      | Goulbourne Gibbs                                                         | Natra Average            | 2:12         |
| 6.                  | «DoIHaveTheSause?»                                    | Goulbourne Freddy Harris III                                             | FH3 Beats                | 2:58         |
| 7.                  | «Geekin» (при участии Danny Towers)                   | Goulbourne Daniel Towers Gibbs                                           | Natra Average            | 2:25         |
| 8.                  | «Child's Play»                                        | Goulbourne James Duval Arnold Gutierrez, Jr.                             | Jimmy Duval ArnoldIsDead | 1:37         |
| 9.                  | «Dapper Dan»                                          | Goulbourne Gibbs                                                         | Natra Average            | 1:35         |
| 10.                 | «Bukkake» (при участии Rich the Kid)                  | Goulbourne Roger Duval                                                   | Jimmy Duval              | 2:01         |
| Общая длительность: | Общая длительность:                                   | Общая длительность:                                                      | Общая длительность:      | 21:48        |

### Заметки
- «DoIHaveTheSause?» изначально назывался «The Bees Knees».
- «Child’s Play» изначально назывался «Poltergeist».
- «SkiMeetsWorld», «With Vengeance» и «Worldwide» были вырезаны из финальной версии микстейпа.

## Чарты
| Чарт (2018)                            | Высшая позиция |
| -------------------------------------- | -------------- |
| Канада (Canadian Albums Chart)         | 94             |
| Новая Зеландия (RMNZ)                  | 3              |
| США (Billboard 200)                    | 50             |
| США (Billboard Top R&B/Hip-Hop Albums) | 28             |